# Abbas III
Abbas III (persiska: شاه عباس سوم [ʃɒːh æbˈbɒːs] ( lyssna)), född januari 1732, död februari 1740 i Sabzevar, var regerande shah av Iran mellan 1732 och 1736. Han var son till Tamasp II tillhörande safavidiska dynastin. 

## Biografi
Efter att fadern blivit störtad av blivande Nadir Shah utsågs den nyfödde Abbas till nominell shah av Persien den 7 september 1732. Åren 1732-1736 kom han officiellt att vara Persiens shah. Abbas störtades i mars 1736, och Nadir Khan krönte sig själv som Nadir Shah. Detta markerade slutet för den safavidiska dynastin. Abbas sändes i fängelse tillsammans med sin far i Sabzevar, Khorasan.
1738 reste Nadir Shah iväg till Afghanistan och Indien, och lämnade sin son Reza Qoli Mirza i regeringsställning. Efter att ha hört rykten om sin faders bortgång, förberedde Reza inför att ta över tronen. Mohammed Hosein Khan Qajar, som hade i uppgift att övervaka Abbas och dennes far, varnade Reza att invånarna i Sabzevar skulle ställa till med uppror och befria Tamasp II, om de fick veta att Nadir avlidit. Reza gav då Mohammed Hosein order om att avrätta Tahmasp och hans söner för att förhindra detta. Detta genomfördes också, enligt olika källor i maj eller juni 1739, eller möjligen så sent som 1740.